# Chiefs Ravenna
I Chiefs Ravenna sono la squadra di football americano di Ravenna. Fondati nel 1984 militano nella Seconda Divisione della FIDAF. Hanno partecipato sette volte al campionato di primo livello, arrivando tre volte in semifinale. Hanno vinto il Ninebowl nel 2015.

## Dettaglio stagioni

### Campionato

#### Serie A/A1
| Stagione | regular season | regular season | regular season | regular season | regular season | regular season | playoff | playoff | playoff | playoff | playoff | playoff          | playoff          |
|          | Vin            | Par            | Per            | Tot            | PF             | PS             | Vin     | Per     | Tot     | PF      | PS      | risultato        | avversaria       |
| -------- | -------------- | -------------- | -------------- | -------------- | -------------- | -------------- | ------- | ------- | ------- | ------- | ------- | ---------------- | ---------------- |
| 1987     | 4              | 0              | 8              | 12             | 119            | 257            | -       | -       | -       | -       | -       | -                | -                |
| 1988     | 7              | 0              | 5              | 12             | 196            | 152            | 1       | 1       | 2       | 39      | 26      | Quarti di finale | Warriors Bologna |
| 1989     | 11             | 0              | 1              | 12             | 259            | 89             | 1       | 1       | 2       | 23      | 44      | Semifinale       | Frogs Legnano    |
| 1990     | 5              | 0              | 7              | 12             | 206            | 320            | -       | -       | -       | -       | -       | -                | -                |
| 1991     | 6              | 1              | 3              | 10             | 274            | 239            | 0       | 1       | 1       | 14      | 43      | Quarti di finale | Giaguari Torino  |
| 1992     | 8              | 0              | 4              | 12             | 273            | 175            | 1       | 1       | 2       | 68      | 62      | Semifinale       | Lions Bergamo    |
| 1993     | 7              | 1              | 2              | 10             | 265            | 192            | 1       | 1       | 2       | 95      | 80      | Semifinale       | Lions Bergamo    |
| Totale   | 48             | 2              | 30             | 80             | 1592           | 1424           | 4       | 5       | 9       | 239     | 255     |                  |                  |

Fonte: Enciclopedia del Football - A cura di Roberto Mezzetti

#### Serie B (secondo livello)/LENAF/Seconda Divisione
| Stagione | regular season | regular season | regular season | regular season | regular season | regular season | playoff | playoff | playoff | playoff | playoff | playoff   | playoff         |
|          | Vin            | Par            | Per            | Tot            | PF             | PS             | Vin     | Per     | Tot     | PF      | PS      | risultato | avversaria      |
| -------- | -------------- | -------------- | -------------- | -------------- | -------------- | -------------- | ------- | ------- | ------- | ------- | ------- | --------- | --------------- |
| 1986     | 5              | 0              | 5              | 10             | 153            | 131            | -       | -       | -       | -       | -       | -         | -               |
| 2013     | 0              | 0              | 8              | 8              | 40             | 212            | -       | -       | -       | -       | -       | -         | -               |
| 2016     | 3              | 0              | 5              | 8              | 119            | 153            | -       | -       | -       | -       | -       | -         | -               |
| 2017     | 3              | 0              | 5              | 8              | 91             | 179            | -       | -       | -       | -       | -       | -         | -               |
| 2018     | 4              | 0              | 4              | 8              | 115            | 152            | 0       | 1       | 1       | 7       | 41      | Wild Card | Pretoriani Roma |
| 2024     | 2              | 0              | 6              | 8              | 150            | 294            | -       | -       | -       | -       | -       | -         | -               |
| Totale   | 17             | 0              | 33             | 50             | 668            | 949            | 0       | 1       | 1       | 7       | 41      |           |                 |

Fonte: Enciclopedia del Football - A cura di Roberto Mezzetti

#### Serie B NFLI (secondo livello)
A seguito dell'ingresso di FIDAF nel CONI questo torneo non è considerato ufficiale.
| Stagione | regular season | regular season | regular season | regular season | regular season | regular season | playoff | playoff | playoff | playoff | playoff | playoff   | playoff    |
|          | Vin            | Par            | Per            | Tot            | PF             | PS             | Vin     | Per     | Tot     | PF      | PS      | risultato | avversaria |
| -------- | -------------- | -------------- | -------------- | -------------- | -------------- | -------------- | ------- | ------- | ------- | ------- | ------- | --------- | ---------- |
| 2008     | 2              | 0              | 4              | 6              | 198            | 184            | -       | -       | -       | -       | -       | -         | -          |
| Totale   | 2              | 0              | 4              | 6              | 198            | 184            | -       | -       | -       | -       | -       |           |            |

Fonte: Enciclopedia del Football - A cura di Roberto Mezzetti

#### Serie C/B (terzo livello)/Arena League/CIF9/Terza Divisione
| Stagione | regular season | regular season | regular season | regular season | regular season | regular season | playoff | playoff | playoff | playoff | playoff | playoff                  | playoff            |
|          | Vin            | Par            | Per            | Tot            | PF             | PS             | Vin     | Per     | Tot     | PF      | PS      | risultato                | avversaria         |
| -------- | -------------- | -------------- | -------------- | -------------- | -------------- | -------------- | ------- | ------- | ------- | ------- | ------- | ------------------------ | ------------------ |
| 1985     | 8              | 1              | 1              | 10             | 188            | 20             | -       | -       | -       | -       | -       | Co-campioni              | -                  |
| 2007     | 3              | 0              | 3              | 6              | 122            | 145            | -       | -       | -       | -       | -       | -                        | -                  |
| 2009     | 1              | 0              | 3              | 4              | 61             | 97             | -       | -       | -       | -       | -       | -                        | -                  |
| 2010     | 3              | 0              | 3              | 6              | 182            | 145            | -       | -       | -       | -       | -       | -                        | -                  |
| 2011     | 2              | 0              | 4              | 6              | 177            | 182            | -       | -       | -       | -       | -       | -                        | -                  |
| 2012     | 2              | 0              | 4              | 6              | 98             | 97             | -       | -       | -       | -       | -       | -                        | -                  |
| 2014     | 5              | 0              | 1              | 6              | 230            | 53             | 1       | 1       | 2       | 63      | 40      | Ottavi di finale         | Pirates Savona     |
| 2015     | 6              | 0              | 0              | 6              | 300            | 43             | 4       | 0       | 4       | 211     | 151     | Campioni                 | Veterans Grosseto  |
| 2019     | 6              | 0              | 0              | 6              | 275            | 62             | 1       | 1       | 2       | 73      | 62      | Semifinale di conference | 29ers Alto Livenza |
| Totale   | 36             | 1              | 19             | 56             | 1633           | 844            | 6       | 2       | 8       | 347     | 253     |                          |                    |

Fonte: Enciclopedia del Football - A cura di Roberto Mezzetti

### Campionati giovanili

#### Under 21
| Stagione | regular season | regular season | regular season | regular season | regular season | regular season | playoff | playoff | playoff | playoff | playoff | playoff          | playoff            |
|          | Vin            | Par            | Per            | Tot            | PF             | PS             | Vin     | Per     | Tot     | PF      | PS      | risultato        | avversaria         |
| -------- | -------------- | -------------- | -------------- | -------------- | -------------- | -------------- | ------- | ------- | ------- | ------- | ------- | ---------------- | ------------------ |
| 1990     | ?              | ?              | ?              | ?              | ?              | ?              | ?       | ?       | ?       | ?       | ?       | ?                | ?                  |
| 1992     | ?              | ?              | ?              | ?              | ?              | ?              | 0       | 1       | 1       | 7       | 16      | Ottavi di finale | Lumberjacks Fiuggi |
| 1993     | ?              | ?              | ?              | ?              | ?              | ?              | ?       | ?       | ?       | ?       | ?       | ?                | ?                  |
| 2009     | 0              | 0              | 6              | 6              | 74             | 266            | -       | -       | -       | -       | -       | -                | -                  |
| 2010     | 1              | 0              | 5              | 6              | 84             | 224            | -       | -       | -       | -       | -       | -                | -                  |
| Totale   | 1+?            | 0+?            | 11+?           | 12+?           | 158+?          | 490+?          | 0+?     | 1+?     | 1+?     | 7+?     | 16+?    |                  |                    |

Fonte: Enciclopedia del Football - A cura di Roberto Mezzetti

#### Under 20
| Stagione | regular season | regular season | regular season | regular season | regular season | regular season | playoff | playoff | playoff | playoff | playoff | playoff   | playoff    |
|          | Vin            | Par            | Per            | Tot            | PF             | PS             | Vin     | Per     | Tot     | PF      | PS      | risultato | avversaria |
| -------- | -------------- | -------------- | -------------- | -------------- | -------------- | -------------- | ------- | ------- | ------- | ------- | ------- | --------- | ---------- |
| 1988     | 0              | 0              | 5              | 5              | 16             | 92             | -       | -       | -       | -       | -       | -         | -          |
| 1989     | 2              | 0              | 3              | 5              | 70             | 96             | -       | -       | -       | -       | -       | -         | -          |
| Totale   | 2              | 0              | 8              | 10             | 86             | 188            | -       | -       | -       | -       | -       |           |            |

Fonte: Enciclopedia del Football - A cura di Roberto Mezzetti

### Altri tornei

#### Football Arena Italia
| Stagione | regular season | regular season | regular season | regular season | regular season | regular season | playoff | playoff | playoff | playoff | playoff | playoff   | playoff    |
|          | Vin            | Par            | Per            | Tot            | PF             | PS             | Vin     | Per     | Tot     | PF      | PS      | risultato | avversaria |
| -------- | -------------- | -------------- | -------------- | -------------- | -------------- | -------------- | ------- | ------- | ------- | ------- | ------- | --------- | ---------- |
| 1993     | -              | -              | -              | -              | -              | -              | ?       | ?       | ?       | ?       | ?       | ?         | ?          |
| Totale   | -              | -              | -              | -              | -              | -              | ?       | ?       | ?       | ?       | ?       |           |            |

Fonte: Enciclopedia del Football - A cura di Roberto Mezzetti

#### Indoor Football Italia
| Stagione | regular season | regular season | regular season | regular season | regular season | regular season | playoff | playoff | playoff | playoff | playoff | playoff   | playoff    |
|          | Vin            | Par            | Per            | Tot            | PF             | PS             | Vin     | Per     | Tot     | PF      | PS      | risultato | avversaria |
| -------- | -------------- | -------------- | -------------- | -------------- | -------------- | -------------- | ------- | ------- | ------- | ------- | ------- | --------- | ---------- |
| 1994     | 1              | 0              | 5              | 6              | 103            | 209            | -       | -       | -       | -       | -       | -         | -          |
| Totale   | 1              | 0              | 5              | 6              | 103            | 209            | -       | -       | -       | -       | -       |           |            |

Fonte: Enciclopedia del Football - A cura di Roberto Mezzetti

#### American Football Arena
| Stagione | regular season | regular season | regular season | regular season | regular season | regular season | playoff | playoff | playoff | playoff | playoff | playoff    | playoff      |
|          | Vin            | Par            | Per            | Tot            | PF             | PS             | Vin     | Per     | Tot     | PF      | PS      | risultato  | avversaria   |
| -------- | -------------- | -------------- | -------------- | -------------- | -------------- | -------------- | ------- | ------- | ------- | ------- | ------- | ---------- | ------------ |
| 2005     | 2              | 0              | 2              | 4              | 41+?           | 80+?           | 0       | 1       | 1       | 6       | 7       | Semifinale | Ravens Imola |
| Totale   | 2              | 0              | 2              | 4              | 41+?           | 80+?           | 0       | 1       | 1       | 6       | 7       |            |              |

Fonte: Enciclopedia del Football - A cura di Roberto Mezzetti

### Riepilogo fasi finali disputate
| Anno | Luogo   | Evento                  | Fase del torneo  | Incontro                            | Risultato |
| 1988 | Bologna | Superbowl               | Quarti di finale | Warriors Bologna - Chiefs Ravenna   | 7 - 2     |
| 1989 | Ravenna | Superbowl               | Semifinale       | Chiefs Ravenna - Frogs Legnano      | 9 - 31    |
| 1991 | Torino  | Superbowl               | Quarti di finale | Giaguari Torino – Chiefs Ravenna    | 43 - 14   |
| 1992 | ?       | Superbowl               | Semifinale       | Lions Bergamo – Chiefs Ravenna      | 37 - 27   |
| 1992 | ?       | Youngbowl               | Ottavi di finale | Chiefs Ravenna - Lumberjacks Fiuggi | 7 - 16    |
| 1993 | Telgate | Superbowl               | Semifinale       | Lions Bergamo - Chiefs Ravenna      | 36 - 31   |
| 2005 | Ferrara | American Football Arena | Semifinale       | Ravens Imola - Chiefs Ravenna       | 7 - 6     |
| 2014 | Legino  | Ninebowl                | Ottavi di finale | Pirates Savona – Chiefs Ravenna     | 34 - 21   |
| 2015 | Milano  | Ninebowl                | Finale           | Chiefs Ravenna - Veterans Grosseto  | 45-35     |